# إقبال يوم أقبلت (مسلسل)
إقبال يوم أقبلت هو مسلسل تم إنتاجه في الكويت. بدأ عرضه في سنة 2017 على إم‌ بي‌ سي 1. بلغ عدد حلقاته 30 حلقة، وتبلغ مدة الحلقة الواحدة 35 دقيقة. وهو من تأليف حمد الرومي وإخراج منير الزعبي. تم بث المسلسل لأول مرة بتاريخ 27 مايو 2017.

## القصة
تدور قصة المسلسل حول سيدة مسنة مريضة بمرض مزمن يدعى الباركنسن، تعاني من ابنائها وزوجها وحقد أكثر اقاربها عليها.

## طاقم التمثيل
| الممثل(ة)               | الشخصية     |
| ----------------------- | ----------- |
| هدى حسين                | اقبال / بزة |
| صلاح الملا              | بدر         |
| هبة الدري               | حصة         |
| صمود الكندري            | حور         |
| اوس الشطي               | فواز        |
| منى شداد                | خزنة        |
| سميرة الوهيبي           | كارونه      |
| سلوى الجراش             | هدى         |
| عبد الله الطراروة       | قيس         |
| عبد العزيز احمد         | ناصر        |
| عبد العزيز المليفي      | ماجد        |
| سالي القاضي             | هنوف        |
| علي الحسيني             | فراس        |
| غرور (ممثلة)            | فاطمة       |
| أمل محمد (ممثلة كويتية) | فوزية       |
| جواهر (ممثلة)           | وضحى        |
| أسامة المزيعل           | سالم        |
| محمد دشتي               | مشاري       |
| انتصار الشراح           | ام مشاري    |
| غادة السني              | سوسن        |

## الإنتاج
المسلسل من إنتاج وتوزيع صباح پكچرز.

## روابط خارجية
- إقبال يوم أقبلت على موقع قاعدة بيانات الأفلام العربية